# Parnell Edwards
Parnell Steven „Stacks” Edwards (n. 15 ianuarie  1947, South Bronx – d. 18 Decembrie 1978,  Morningside Heights, Manhattan) a fost un Afroamerican susținător al partidului Panterelor Negre care a devenit asociat cu celebrul Jimmy Burke și cu banda lui Paul Vario în 1967. Edwards a fost interpretat de Samuel L. Jackson în filmul Băieți buni. 
După jaful de la Lufthansa, Edwards, care fusese și el implicat, a fost asasinat. Într-o dimineață pe când stătea la masa din bucătărie mâncând niște pui la micul dejun, a fost vizitat de Thomas DeSimone și Angelo Sepe. După ce Edwards i-a primit înăuntru, DeSimone l-a ucis pe Edwards cu un pistol cu amortizor.